# Presidentvalet i Ryssland 2018
Presidentvalet i Ryssland 2018 hölls den 18 mars 2018.
Vladimir Putin vann med 76,69 % av rösterna.